# IAI Kfir
Lo IAI Kfir (in ebraico  כפיר‎?, lett. "Leoncino") era un caccia multiruolo prodotto dalla israeliana Israeli Aircraft Industries, derivato dal IAI Nesher. Rispetto al suo predecessore questo si differenziava principalmente per il motore J79 di seconda generazione, che sostituiva il vecchio Atar 9C, fornendo all'apparecchio una spinta di circa due tonnellate superiore rispetto al suo predecessore, oltre che per altre caratteristiche migliorate. Con una fusoliera più stretta, alette canard per una migliore manovrabilità e un'elettronica migliorata, il Kfir è stato un cacciabombardiere economico e robusto dalla massa contenuta. Il motore era inoltre lo stesso usato dall'F-4E Phantom II e dall'F-104S Starfighter, caratteristica quest'ultima che rende interessante il confronto tra i due cacciabombardieri.

## Storia del progetto

### Premessa
Il Dassault Mirage IIICJ fu il primo caccia israeliano supersonico e fu per un lungo periodo la spina dorsale dell'Heyl Ha'Avir, l'aeronautica militare israeliana, anche dopo aver introdotto l'A-4 Skyhawk e soprattutto l'F-4 Phantom II che avrebbe dovuto sostituire il Mirage III nel suo ruolo di intercettore. Nonostante il Mirage IIIC si fosse dimostrato di gran lunga il velivolo più efficace nel ruolo di caccia per la supremazia aerea, tanto che dopo un breve periodo il F-4 Phantom II fu sostituito nel ruolo di intercettore dal ben più vecchio Mirage, il suo raggio di azione limitato ne imponeva alcuni limiti nell'utilizzo come cacciabombardiere.
Su richiesta dello stato di Israele, la Dassault Aviation iniziò quindi a sviluppare una versione migliorata del Mirage III, indicata come Mirage 5, più adatta al ruolo di cacciabombardiere. Quando nel 1968 i 50 velivoli ordinati furono pronti per la consegna, a causa degli accordi internazionali come conseguenza della guerra dei sei giorni, il governo francese mise sotto embargo militare lo stato di Israele e i velivoli non poterono essere consegnati.
Solo grazie all'intervento del Mossad, i servizi segreti israeliani, lo stato di Israele venne in possesso dei progetti per costruire autonomamente il modello e poté produrre un numero consistente di questi velivoli pur non disponendo della licenza necessaria. I velivoli prodotti da Israele furono costruiti con il nome di Nesher, una sorta di ibrido tra la cellula del Mirage 5 e il motore dell'F-4 Phantom II.
In seguito, l'esperienza acquisita dall'ufficio tecnico della IAI sarà poi usata nello sviluppo dello Kfir come versione migliorata nel Nesher.

### Sviluppo
Lo sviluppo di questo velivolo fu principalmente attribuito alle operazioni di spionaggio del Mossad, il quale fu in grado di procurarsi i progetti del Mirage 5 francese che fecero da base progettuale per la costruzione del Nesher. Di seguito i progettisti del IAI svilupparono il progetto per migliorarne le qualità. Come prima cosa si dovette però trovare un motore da sostituire a quello francese del Mirage 5 che a causa dell'embargo non poteva più essere fornito.
Si prese quindi in considerazione di sostituire il motore di costruzione francese o con un turbogetto General Electric J79 o con un turboventola Rolls-Royce Spey. Alla fine si decise di utilizzare il J79 che veniva già utilizzato sul McDonnell Douglas F-4 Phantom II e che lo stato di Israele aveva acquistato su larga scala a partire dal 1969 e del quale poi ne produsse alcune unità su licenza.
Per fare posto al J79 che vantava dimensioni maggiori rispetto ai motori francesi si dovette accorciare la fusoliera del velivolo e allargare le prese d'aria. Un rivestimento in titanio intorno alla parte posteriore del motore proteggeva fusoliera ed impianti del velivolo da calore emanato dal motore turbogetto.
Un primo prototipo biposto dotato del J79 decollò per la prima volta nel settembre del 1970. Una versione migliorata fu poi pronta nel 1971.
Un'ulteriore versione migliorata, identificata con il nome di "Ra'am", fu poi presentata nel 1973. Dotata di avionica di nuova generazione, un carrello d'atterraggio rinforzato e con l'aggiunta di tecnologia israeliana poteva inoltre vantare un serbatoio per il combustibile delle dimensioni di 713 galloni.
Nonostante questa ultima versione fosse decisamente superiore alle versioni prodotte in precedenza restano seri dubbi sul fatto che questo velivolo sia stato messo in servizio, anche se alcune fonti non ufficiali riferiscono che sia stato usato durante la guerra del Kippur nel 1973.

## Impiego operativo

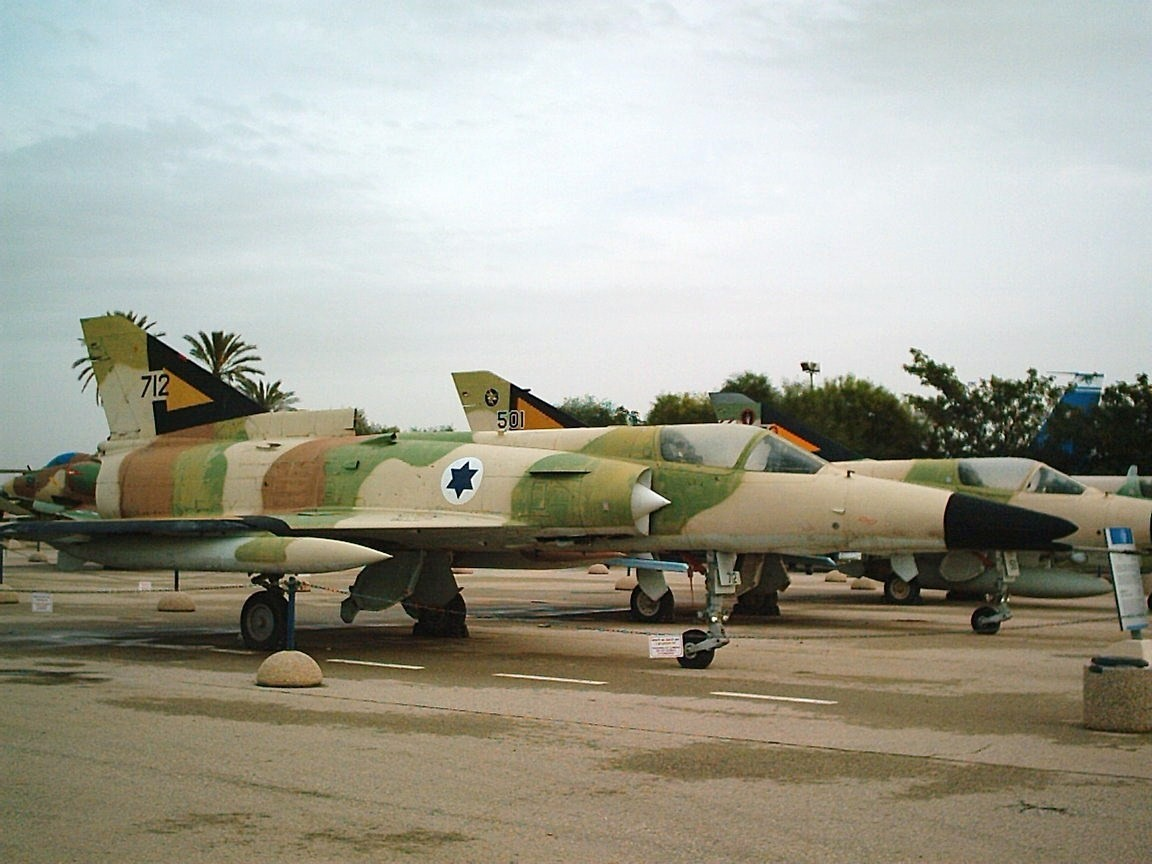
Un Kfir israeliano esposto

Il Kfir entrò in servizio con la IAF nel 1975 con le prime unità assegnate alle squadriglie. Negli anni successivi il numero di Kfir andò mano mano aumentando tanto che il Kfir divenne il caccia intercettore primario del IAF, anche se mantenne questo ruolo solo per un breve periodo, dal momento che a partire dal 1976 furono consegnati i primi F-15 Eagle.
Il Kfir partecipò poi per la prima volta a un'operazione militare nel novembre del 1977 in un bombardamento aereo di un campo di guerriglieri nel sud del Libano a Tel Azia. Il 27 giugno 1979 un Kfir abbatté un MiG-21 siriano, questo è l'unico abbattimento effettuato da un Kfir israeliano.
Dal 1982 con l'invasione del Libano da parte di Israele gli F-15 e gli F-16 avevano preso il ruolo di intercettori al posto del Kfir, che poteva quindi esser utilizzato come aereo d'attacco al suolo in quanto capace di operare senza scorta dal momento che era in grado di affrontare da solo anche caccia nemici.

## Mercato internazionale
Dal momento che il Kfir è stato dotato di tecnologia americana compreso il motore J79, tutti i velivoli potevano essere esportati solamente con l'approvazione del U.S. State Department. Ciò nonostante il Kfir fu venduto in numero limitato ad alcune nazioni del Sudamerica ed allo Sri Lanka.

### Stati Uniti
Venticinque Kfir modificati furono utilizzati dalla U.S. Navy e dal U.S. Marine Corps dal 1985 fino al 1989 nel ruolo di aggressor durante delle esercitazioni. Questi velivoli denominati F-21 Lion furono noleggiati dagli Stati Uniti e furono sottoposti ad alcune modifiche minori per migliorarne la manovrabilità a basse velocità. I 12 velivoli noleggiati dalla U.S. Navy furono messi a disposizione del VF-43, che operava dalla base aerea di NAS Oceana. Tutti i velivoli furono sostituiti entro il 1988 da degli F-16N. I tredici velivoli messi a disposizione del United States Marine Corps furono utilizzati dal VMFT-401, che operava dalla Marine Corps Air Station Yuma. I velivoli furono infine rimpiazzati da dei F-5E nel 1989. Dal 1997 i Kfir sono passati sotto la responsabilità di ATAC (Airborne Tactical Advantage Company), società di contractors che gestisce servizi addestrativi. La ATAC ne possiede ancora 6 esemplari, totalmente ricondizionati nel 2003.

### Colombia
A partire dal 1989 la Colombia ha acquistato un lotto di 12 velivoli di seconda mano da Israele. I velivoli forniti in versione C.2 e TC.2 furono aggiornati allo standard C.7 prima di essere forniti alla Fuerza Aérea Colombiana. La Colombia utilizzò i velivoli per combattere i guerriglieri ed i narcotrafficanti. Nel febbraio del 2008 il governo colombiano ha richiesto allo stato di Israele la vendita di ulteriori 24 velivoli aggiornati allo standard C.10 per i monoposto, C.12 per i biposto da addestramento.

### Ecuador

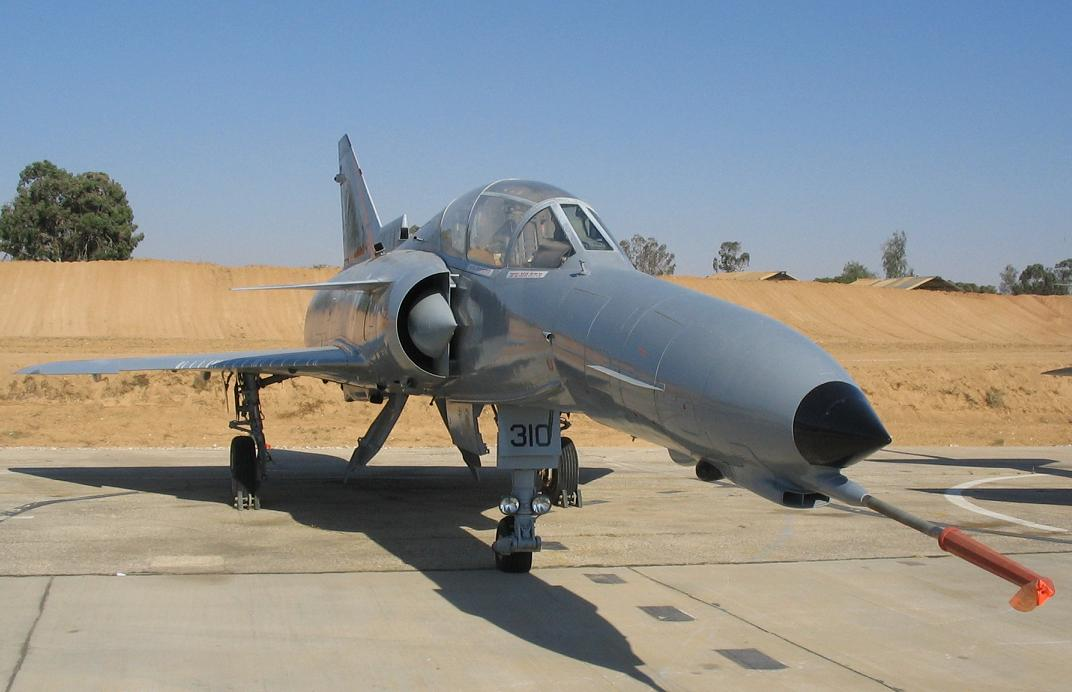
Kfir dell'aviazione dell'Ecuador. Si notino le modifiche apportate

Nel 1981 l'Ecuador acquistò dieci velivoli di seconda mano da Israele, che furono consegnati alla Fuerza Aérea Ecuatoriana a partire dalla fine del 1982. I velivoli furono utilizzati dal 2113rd Squadron stazionato alla Taura AFB nella parte occidentale del paese.
Nel 1995 l'Ecuador utilizzò i suoi velivoli in alcuni combattimenti aerei durante il conflitto con il Perù. Il 10 febbraio 1995 un Kfir C.2 abbatté un Cessna A-37B Dragonfly della Fuerza Aérea del Perú con un missile Shafrir 2.
In vista del ritiro dal servizio attivo dei suoi SEPECAT Jaguar l'Ecuador sta valutando l'acquisto di ulteriori otto velivoli. A fine del 2005 l'Ecuador aveva perso 4 dei dieci velivoli in incidenti aerei.

### Sri Lanka
Tra il 1995 ed il 1996 l'Aeronautica militare dello Sri Lanka acquistò sei Kfir C.2 e un Kfir TC.2 da Israele, numero integrato da ulteriori nove velivoli acquistati nel corso del 2000. Lo Sri Lanka ha utilizzato i propri velivoli per contrastare i ribelli del LTTE durante la guerra civile terminata nel maggio 2009.

## Versioni
- Kfir-C1 : prima versione di serie.
- Kfir-C2 : versione di serie definitiva.
- Kfir-C7 : versione migliorata ottenuta per aggiornamento della C2.
- Kfir-TC : varianti biposto.
- F-21 : denominazione di un certo numero di Kfir-C2 noleggiati dall'US Navy.
- Nammer : variante proposta per l'esportazione, compatibile con propulsori Atar 9K50 e F404.
- Kfir 2000 : variante migliorata proposta principalmente per l'esportazione.
- Kfir C-10 : altra variante proposta per l'esportazione.

## Utilizzatori

### Civili
Stati Uniti
- Airborne Tactical Advantage Company

6 Kfir C.2, ridesignati F-21A, in servizio al febbraio 2021.

### Militari
Colombia
- Fuerza Aérea Colombiana

12 Kfir C-7 acquistati nel 1989-1990. Nel 2007 fu varato un programma per portare a 24 i Kfir in servizio, e tutti aggiornati agli standard C10/12, attraverso l'upgrade dei 10 superstiti e nuove acquisizioni. 18 Kfir C.10 e 3 Kfir TC.10 in servizio al luglio 2018.
 Ecuador
- Fuerza Aérea Ecuatoriana

10 Kfir C.2 tra esemplari nuovi ed usati e 2 TC.2 acquisti nel 1981 e consegnati nel 1982-1983. Ulteriori 3 C.2 e 1 TC.2 acquisiti nel 1996. 2 Kfir C.10 ordinati nel 1999, più la conversione a questo standard degli esemplari superstiti che furono designati Kfir CE.
 Israele
- Heyl Ha'Avir

 Sri Lanka
- Sri Lanka Air Force

6 Kfir C.2 e 1 biposto TC.2 ricevuti tra il 1995 e il 1996, più ulteriori 4 C.2 e 4 C.7 acquistati nel 2000. A fine giugno 2021, risultavano in organico (ma non in condizioni di volo), 6 C.2, 2 TC.2 biposto e 2 C.7. Con un accordo del 30 giugno 2021, la IAI nell'arco di due anni aggiornerà 5 esemplari di quelli ancora in organico allo standard Kfir Block 60.
 Stati Uniti
- United States Marine Corps Aviation

13 Kfir C.2 ridesignati F-21A Lion ricevuti nel 1987 e ritirati nel 1989.
- United States Navy

12 Kfir C.2 ridesignati F-21A Lion ricevuti nel 1985 e ritirati entro il 1988.